# 12396 Amyphillips
12396 Amyphillips eller 1995 DL1 är en asteroid i huvudbältet som upptäcktes 24 februari 1995 av den amerikanske astronomen Carl W. Hergenrother vid Catalina Station. Den är uppkallad efter Amy Phillips.
Asteroiden har en diameter på ungefär 14 kilometer.